# Im Bann des Eulenspiegels
Im Bann des Eulenspiegels ist eine deutsche Filmkomödie aus dem Jahre 1932 von Frank Wisbar, dessen erste Kinoinszenierung dies war.

## Handlung
Der Provisor Menzel und die Krankenschwester Lissy sind im Krankenhaustrakt eines Provinzknastes angestellt. Eines Nachts kommt ihnen zu Ohren, wie sich zwei Gefängnisinsassen darüber unterhalten, demnächst einen Ausbruchsversuch wagen zu wollen. Die beiden Ganoven sprechen auch von 10.000 US-Dollar, die sich in einem Wandspiegel befinden sollen, der eine auffällige Eule als Applikation besitzt. Dieser Spiegel befindet sich im Besitz des wohlhabenden Barons Altmann. Menzel und Lissy planen, dem Adeligen einen Besuch abzustatten und ihm anzubieten, das Geld mit ihnen zu teilen, wenn man ihm den Ort der Devisen verraten würde. Menzel lernt in der Villa die sympathische Baroness Elli Altmann kennen, die den beiden Besuchern aus dem Gefängnislazarett verrät, dass sich der Eulenspiegel in einer Villa befinden müsste, die dem Vater einst gehört hatte, die aber längst verkauft wurde. Man macht sich zu eben diesem Gebäude auf, doch wird man dort ebenfalls nicht fündig. Menzel und Lissy, mit Elli im Schlepptau, lassen nicht locker und entdecken während ihrer Schnitzeljagd eine Fülle von mit Eulensymbolen verzierten Spiegeln, die jedoch allesamt nicht das Geld enthalten. 
Während sich Menzel vollkommen auf die Eulenspiegel-Jagd fokussiert, beginnt Lissy eifersüchtig zu werden, denn es ist ihr nicht entgangen, wie gut sich Menzel und Baroness Elli verstehen. Mit dem windigen Finanzagenten und Schieber Rosnowsky taucht schließlich noch ein weiterer Mitspieler in der Jagd auf den Eulenspiegel auf. Der setzt Menzel gewaltig unter Druck, ihn am möglichen Fund zu beteiligen. Als lachender Dritte erscheint jedoch zunächst der mittlerweile ausgebrochene Häftling Klemmke, der sich das Geld angeeignet hat und, verfolgt von den anderen, auf einem Jahrmarkt die Banknoten kurzerhand in eine Konfettimaschine wirft, die die Geldscheine zerhäckselt um demnächst als Konfetti unter das Besuchervolk gepustet zu werden. Im Nu sind Menzels hochtrabende Träume von unverdientem Reichtum zerstoben, und er hofft, wenigstens noch den Posten in der Gefängnisapotheke behalten zu können. Am Bahnhof angekommen, um mit dem nächsten Zug zum Gefängnis heimzufahren, wartet dort jedoch bereits Elli, und die macht ihm klar, dass sie liebend gern mit ihm in eine gemeinsame Zukunft starten möchte.

## Produktionsnotizen
Im Bann des Eulenspiegels entstand ab August 1932 in den Jofa-Ateliers in Berlin-Johannisthal und wurde am 14. Dezember 1932 im UFA-Theater Kurfürstendamm uraufgeführt.
Gösta Nordhaus übernahm die Produktionsleitung. Die Filmbauten schufen Fritz Maurischat und Karl Machus.
Ein Musiktitel wurde gespielt: „Ein Blick von Dir“.

## Kritik
Der Film fand nur mäßige Aufnahme. Die österreichische Fachzeitschrift „Der gute Film“ befand in seiner Ausgabe vom 30. März 1934, dass die Ausgangssituation zwar witzig sei, die Aufnahmen und der Schnitt gut gemacht seien und die Musik hübsch, konstatierte jedoch im Abschlussurteil „Harmlose Unterhaltung“.